# فرانسيسكو أورلاندو
فرانسيسكو أورلاندو (بالإيطالية: Francesco Orlando)‏ هو ناقد أدبي إيطالي، ولد في 2 يوليو 1934 في باليرمو في إيطاليا، وتوفي في 22 يونيو 2010 في بيزا في إيطاليا.